# Laura Myllymaa
Laura Kaarina Myllymaa, född 29 oktober 1982 i Åbo, död 27 april 2020 i Breareds distrikt, var en finländsk travtränare och hästskötare. Hon hade sin bas vid Halmstadtravet, där hon drev sitt travstall tillsammans med sin sambo, travkusken Christian Fiore.

## Karriär

### Tidig karriär
Myllymaa arbetade i början av sin travkarriär som hästskötare, bland annat i Italien i flera år, senare även i Sverige hos Petri Puro. Hos Puro hade hon hand om stjärnhästar som Cash Crowe och D.D.'s Hitman. Under hennes tid hos Puro segrade Cash Crowe bland annat Drottning Silvias Pokal, Sto-SM och Derbystoet, och D.D.'s Hitman segrade bland annat i Finlandialoppet och deltog i 2017 års upplaga av Elitloppet.

### Egen tränarrörelse
Under 2018 bestämde hon sig för att bli proffstränare och gick proffstränarkurs på Hästnäringens Riksanläggning Wången. Hon plockade ut licensen som proffstränare på Halmstadtravet i december 2018. Myllymaa kör väldigt sällan sina hästar i tävlingssammanhang, utan överlåter körandet till sambon Christian Fiore. 
Myllymaa fick en bra start på den egna tränarrörelsen och vann bland annat ett V75-lopp på Axevalla tillsammans med hästen Othala på nyårsafton 2018. Ett halvår efter tränarrörelsens start började även rykten om dopning att florera. Myllymaa välkomnade då att testa hennes hästar, då hon inte hade något att dölja. I augusti 2019 hamnade Myllymaa och Fiore i blåsväder efter att Fiore blivit avstängd och uppmärksammad i media för hårda drivningar under travlopp, något som gjorde att paret till slut övervägde att lämna hemmabanan Halmstadtravet. Motgångarna fortsatte då ägaren av deras hästgård skulle sälja i november 2019, och tränarrörelsen tvingades flytta.

### Död
Myllymaa gjorde sin sista start som tränare med Zaira del Ronco under Åbytravets V75-tävlingar, två dagar innan hon dog. Hon dog den 27 april 2020. Vid hennes död hade stallet 12 hästar i träning.